# Ulrik von Essen
Ralph Ulrik Magnus von Essen, född 22 mars 1964 i Danderyds församling, Stockholms län, är en svensk friherre och jurist.
von Essen blev juris kandidat 1990, gjorde notarietjänstgöring i Länsrätten i Stockholms län 1990–1993 och var byrådirektör (föredragande) vid Länsrätten i Stockholms län 1993–1994. Han ägnade sig därefter åt forskarstudier och blev juris doktor år 2000, då han disputerade på avhandlingen Kommunal normgivning. von Essen blev docent i offentlig rätt 2004 och var professor i offentlig rätt vid Stockholms universitet 2010–2017. Han utnämndes av regeringen den 23 mars 2017 till justitieråd i Högsta förvaltningsdomstolen med tillträde den 18 september 2017.
Ulrik von Essen är gift med Charlotte von Essen, född Thyblad, och de har tre barn tillsammans. Han tillhör den friherrliga ätten von Essen nr 158.